# Kapitalangebot
Kapitalangebot (englisch capital supply) ist in der Makroökonomie das Angebot von Kapital auf dem Kapitalmarkt. Pendant ist die Kapitalnachfrage.

## Allgemeines
Auf dem Kapitalmarkt findet der Ausgleich zwischen dem Kapitalangebot von kapitalbildenden und der Kapitalnachfrage von kapitalverwendenden Wirtschaftssubjekten statt. Handelsobjekte sind langfristige Finanzierungsinstrumente mit einer Laufzeit von mindestens vier Jahren. Die mittlere Fristigkeit (2–4 Jahre) wird in der Fachliteratur entweder dem Geldmarkt oder manchmal auch dem Kapitalmarkt zugeordnet. Marktpreis ist der Kapitalmarktzins.

## Handelsobjekte
Das Kapitalangebot ergibt sich aus der Kumulation sämtlicher verfügbarer Einzahlungen der mittel- und langfristigen Finanzierungsinstrumente. Es setzt sich aus Finanzierungsinstrumenten zusammen, die entweder verbrieft sind (Wertpapiere) oder in unverbriefter Form vorkommen (Sparen). Hauptquelle des Kapitalangebots ist die aggregierte Kapitalanlage in Form von Geldvermögen aller Wirtschaftssubjekte (Privatanleger, institutionelle Anleger, Staat und dessen Untergliederungen). Die Finanzierungsinstrumente können schuldrechtlicher Natur sein (etwa Anleihen oder Kredite) oder beteiligungsrechtlichen Charakter haben (etwa Aktien), gehören also zur Fremdfinanzierung oder Eigenfinanzierung. Institutionell gibt es einen organisierten Kapitalmarkt mit Wertpapierbörsen und Kreditinstituten und einen nicht-organisierten Kapitalmarkt, der etwa über Kreditvermittlung stattfindet. Marktteilnehmer sind alle Wirtschaftssubjekte. Sie können – anders als etwa auf dem Gütermarkt – gleichzeitig sowohl als Kapitalanbieter als auch als Kapitalnachfrager auftreten.

## Arten
Das Geldkapitalangebot ist jede Bestandserhöhung aus einer geplanten (positiven) Ersparnis, während das Humankapitalangebot aus jeder geplanten Ausbildungs- oder Bildungsinvestition resultiert. Dabei entsteht das Geldkapitalangebot aus einem Verzicht auf Gegenwartskonsum zu Gunsten eines höheren Zukunftskonsums. Damit wird deutlich, dass das gesamte Kapitalangebot eng mit den Entscheidungen über die intertemporale Konsumallokation verbunden ist.

## Kapitalangebotskurve
Werden die verfügbaren Finanzmittel nach steigenden Zinssätzen geordnet, ergibt sich die Kapitalangebotskurve, sie entspricht technisch der Angebotskurve des Gütermarkts.
Steigt im Ausland der Kapitalmarktzins, so sorgt die Zinsarbitrage dafür, dass im Inland das verfügbare Kapitalangebot sinkt (während es im Ausland steigt) und die Kapitalnachfrage im Inland steigt (und im Ausland sinkt) und umgekehrt. Infolge der positiven Steigung der Kapitalangebotskurve neigt das Kapitalangebot dazu, sich zu erhöhen. Bei sinkendem Kapitalmarktzins wird auch das Kapitalangebot sinken und die Kapitalnachfrage steigen, es kommt zu einer Angebotslücke oder einem Nachfrageüberhang.

## Geschichte
Bereits David Hume wies 1752 darauf hin, dass der Zins vom Verhältnis zwischen Kapitalangebot und -nachfrage abhängt. Nach Ansicht Alfred Marshalls setzt sich das Kapitalangebot ausschließlich aus Sparen zusammen, der Zins bringt Kapitalangebot und -nachfrage im Zeitablauf zum Ausgleich. Angebot {\displaystyle S} und Nachfrage {\displaystyle I} sind deshalb eine Funktion des Zinssatzes {\displaystyle i}:
{\displaystyle S,I=f(i)}.
Der Zins ist das Entgelt für das Opfer des Wartens (englisch time-preference), während die Nachfrage – abgesehen vom Konsumkredit – in ihrer Höhe von Zins selbst abhängt. Bei John Maynard Keynes dagegen wird der Zins unabhängig vom Sparen und Investieren bestimmt, mit seiner Höhe werden jedoch die Investition und das verfügbare Kapitalangebot gleichzeitig gegeben. Nicht der Zins bringe Sparen und Investieren ins Gleichgewicht, sondern das Einkommen. Die klassische Zinstheorie geht davon aus, dass der Zins Kapitalangebot und -nachfrage ins Marktgleichgewicht bringe.

## Wirtschaftliche Aspekte
Sämtliche klassischen volkswirtschaftlichen Produktionsfaktoren werden auf Faktormärkten gehandelt, und zwar die Arbeit auf dem Arbeitsmarkt, der Boden auf dem Immobilienmarkt und das Kapital auf dem Kapitalmarkt.
| Markt           | Angebot                                                        | Nachfrage        | Preis                                       |
| --------------- | -------------------------------------------------------------- | ---------------- | ------------------------------------------- |
| Arbeitsmarkt    | Arbeitsnachfrage                                               | Arbeitsangebot   | Arbeitsentgelt                              |
| Gütermarkt      | Güterangebot                                                   | Güternachfrage   | Marktpreis                                  |
| Geldmarkt       | Geldangebot                                                    | Geldnachfrage    | Geldmarktzins                               |
| Kapitalmarkt    | Kapitalangebot                                                 | Kapitalnachfrage | Kapitalmarktzins                            |
| Immobilienmarkt | Angebot an Wohn- und Gewerbeimmobilien, Agrar- und Waldflächen | Nachfrage        | Kaufpreis/Immobiliarmiete/ Bodenrente/Pacht |

Während Arbeits- und Bodenangebot stark von Natureinflüssen abhängen (Witterung, Bodenbeschaffenheit), wird das Kapitalangebot in hohem Maße von wirtschaftlichen Erwägungen beeinflusst.
Steigt das Kapitalangebot bei gegebener Kapitalnachfrage, sinkt der Kapitalmarktzins und umgekehrt. Ist bei gegebenem Zins das Kapitalangebot größer als die Kapitalnachfrage, so bewirkt die Konkurrenz der Kapitalanbieter ein Sinken des Zinses bis zu einem Zinsniveau, bei dem so viel Kapital aus dem Angebot ausgeschieden ist, dass sich Kapitalangebot und Kapitalnachfrage ausgleichen; es herrscht Marktgleichgewicht. Dieses ist beim Dean-Modell als Schnittpunkt von Kapitalnachfrage- und Kapitalangebotsfunktion auf dem unvollkommenen Kapitalmarkt vorgesehen, wodurch sich eine optimale Kapitalstruktur von Investitionsprojekten ergibt. Der Zins wird steigen, wenn die Kapitalnachfrage auf zu geringes Kapitalangebot trifft, also ein Nachfrageüberhang oder eine Angebotslücke besteht. Diese können durch Kapitalimport ganz oder teilweise ausgeglichen werden. Stammt das Kapitalangebot aus dem Ausland, spricht man vom Kapitalimport. Umgekehrt sinkt das Zinsniveau bei Angebotsüberhang oder Nachfragelücke, die durch entsprechenden Kapitalexport (Kapitalnachfrage im Ausland) auszugleichen wären. Die Höhe des Kapitalmarktzinses ist einerseits ein Signal für die Knappheit, andererseits auch stets ein Risikomaß für das mit der Kapitalüberlassung verbundene Kreditrisiko.
Indikator für das Kapitalangebot ist die Veränderung des Kapitalstocks, Indikator für die Kapitalnachfrage die Sparquote der Nicht-Lohnempfänger. Dass das Kapitalangebot weniger schwankt als die Kapitalnachfrage, hängt vor allem damit zusammen, dass das für die Ersparnisbildung verfügbare Einkommen weniger schwankt als die Investitionsneigung und die daraus abgeleitete Kreditnachfrage.

## Abgrenzung
Auf dem Kreditmarkt erhalten die Kreditnehmer die Kredite über Finanzintermediäre wie Kreditinstitute, während auf dem Kapitalmarkt die Kapitalanbieter und Kapitalnachfrager unmittelbar aufeinandertreffen.